# Marble (Minnesota)
Marble é uma cidade localizada no estado americano de Minnesota, no Condado de Itasca.

## Demografia
Segundo o censo americano de 2000, a sua população era de 695 habitantes.
Em 2006, foi estimada uma população de 682, um decréscimo de 13 (-1.9%).

## Geografia
De acordo com o United States Census Bureau tem uma área de
11,5 km², dos quais 11,2 km² cobertos por terra e 0,3 km² cobertos por água.

## Localidades na vizinhança
O diagrama seguinte representa as localidades num raio de 12 km ao redor de Marble.